# Workowce

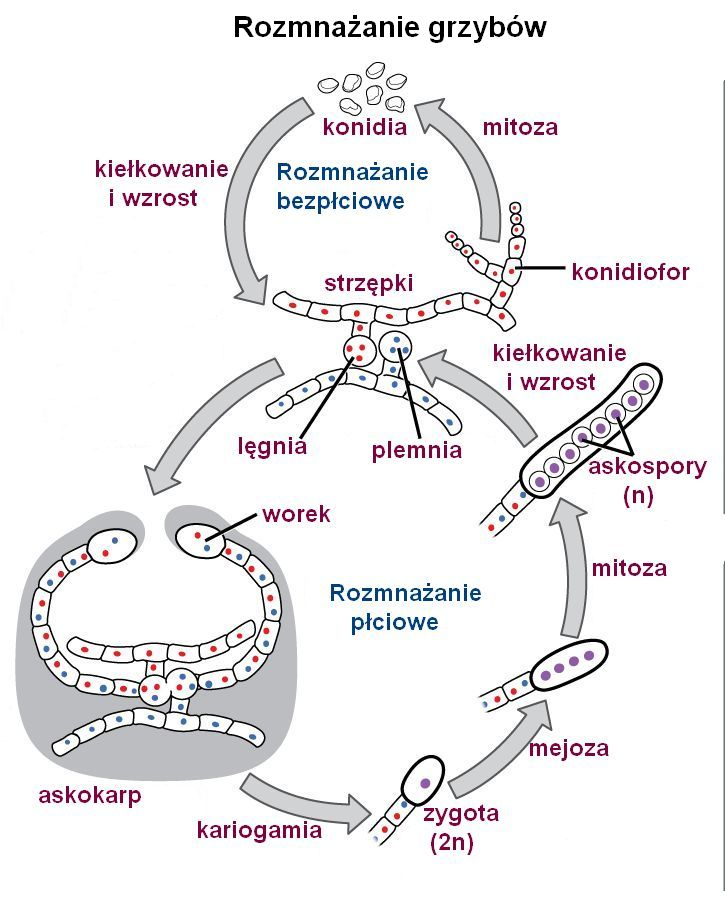
Rozmnażanie workowców

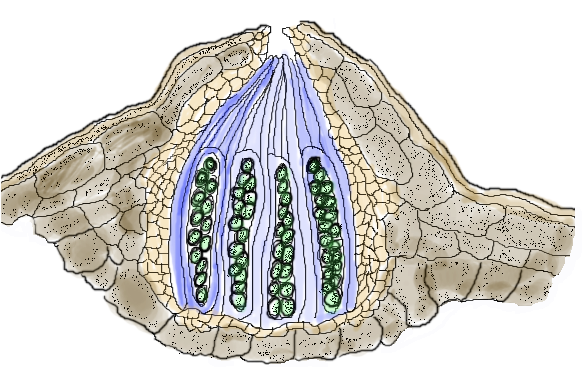
Askokarp typu perytecjum z otworem u góry

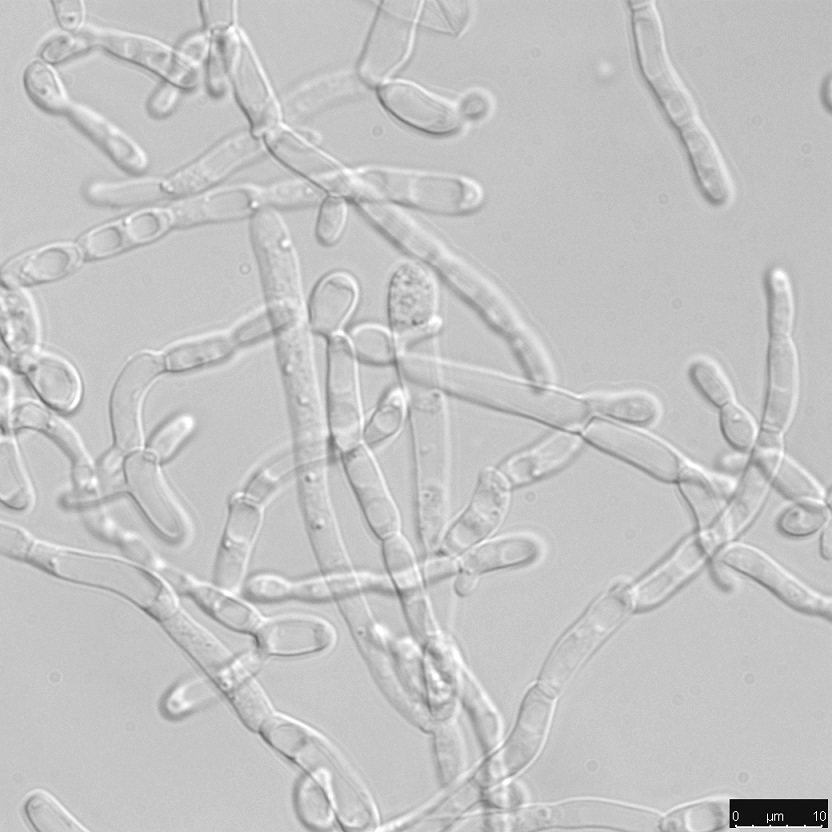
Strzępki Yarrowia lipolytica

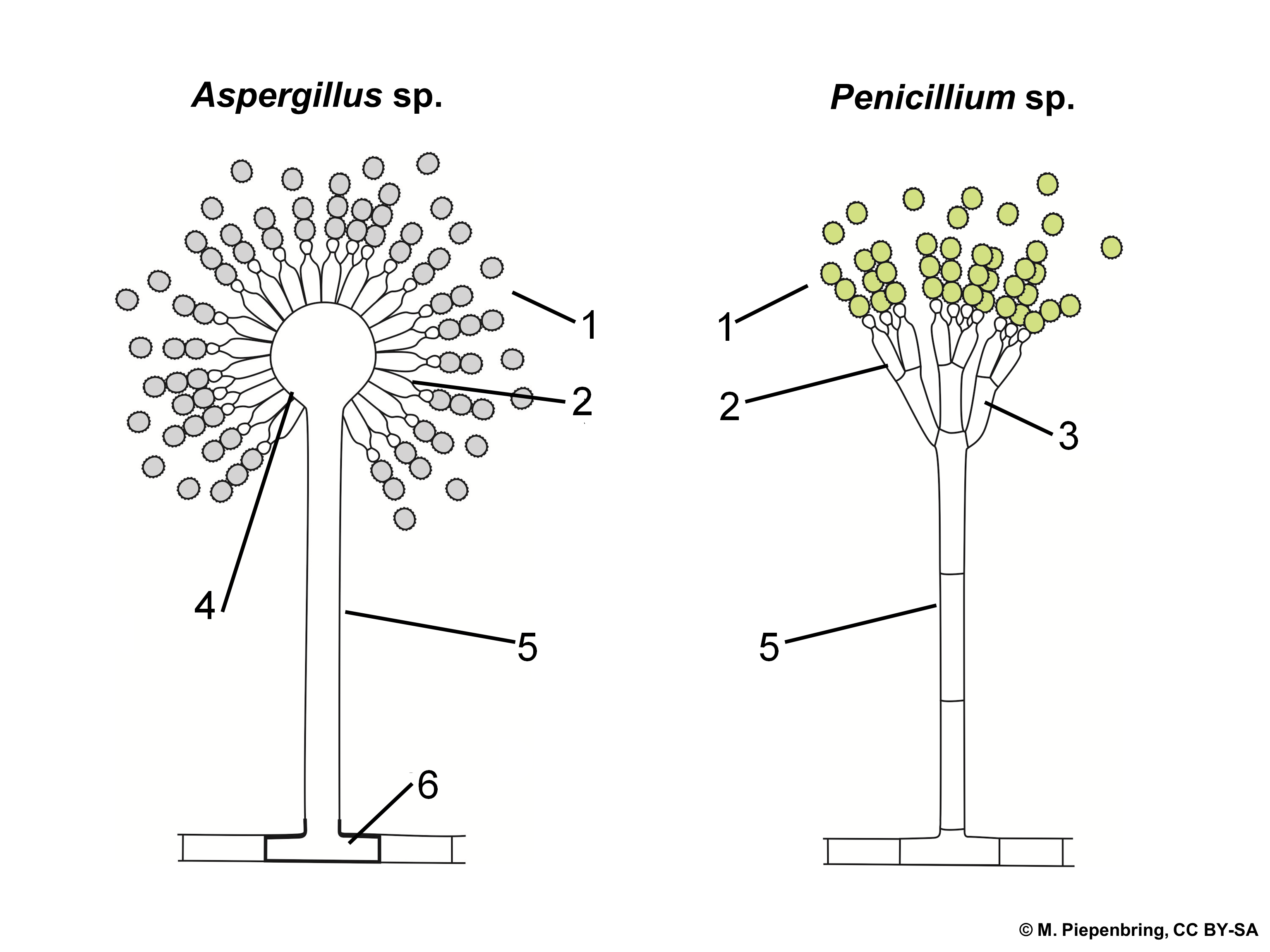
Powstawanie konidiów u kropidlaka i pędzlaka

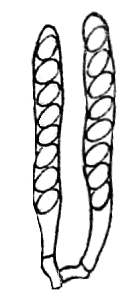
Dwa worki z zarodnikami

Workowce, woreczniaki lub grzyby workowe (Ascomycota Caval.-Sm.) – gromada grzybów z podkrólestwa Dikarya. Ich nazwa pochodzi od typu zarodni zwanej workiem (ascus), w której są wytwarzane zarodniki workowe (askospory).
Jest to najliczniejszy w gatunki typ grzybów. Rozprzestrzenione są na całym świecie. Są wśród nich zarówno saprotrofy odżywiające się martwą materią organiczną, jak i grzyby pasożytnicze żyjące kosztem żywych organizmów i grzyby symbiotyczne współżyjące z innymi organizmami – dużą część tych ostatnich stanowią porosty, w których grzyby współżyją z glonami.

## Budowa workowców
Wśród workowców są gatunki jednokomórkowe (drożdże), ale większość gatunków to formy o budowie strzępkowej, tzn. ich ciało składa się z długich i często silnie rozgałęzionych strzępek. Zazwyczaj strzępki są wielokomórkowe, podzielone poprzecznymi przegrodami na komórki. W środku przegrody oddzielającej poszczególne komórki strzępki znajduje się otwór i towarzyszące mu ciałka Woronina. Przez otwór ten łączą się z sobą cytoplazmy sąsiednich komórek. Niektóre gatunki strzępkowe są komórczakami, to znaczy, że w jednej ich komórce występuje wiele jąder komórkowych. Ściana komórkowa zbudowana jest z chityny i β-glukanu. Charakterystyczną cechą worków jest ich budowa. Są dwuwarstwowe, przy czym warstwa zewnętrzna jest cienka, ale słabo przepuszczająca światło, warstwa wewnętrzna zaś gruba, ale dobrze przejrzysta. Na podstawie tej właśnie cechy do grzybów workowych zaliczono gatunki u których nie zaobserwowano wytwarzania worków (dawniej zaliczane one były do grzybów niedoskonałych).
Strzępki workowców u wielu gatunków mogą tworzyć bardziej złożone struktury zwane askokarpami, sklerocjami lub podkładkami. Nie występuje jednak ich zróżnicowanie na tkanki. Z tego powodu dawniej zaliczano je do plechowców. W cyklu życiowym workowców nie występują postaci opatrzone wiciami.
Większość gatunków workowców może rozmnażać się zarówno bezpłciowo, jak i płciowo. Często tworzą dwie różniące się budową morfologiczną morfy; bezpłciową zwaną anamorfą i płciową teleomorfę. Są gatunki znane nam tylko w postaci anamorfy, u których rozmnażanie płciowe nie występuje, albo (co według mykologów jest bardziej prawdopodobne) nie zdołano tego rozmnażania zaobserwować. Dawniej zaliczane one były do grzybów niedoskonałych, obecnie na podstawie m.in. cech budowy ściany komórkowej włączane są do workowców. Czasami ich taksonomia jest niepełna; nie zostały włączone do określonej rodziny, rzędu czy innych jednostek taksonomicznych. Takie brakujące taksony są opisywane jako Incertae sedis. W miarę badań mykologów nazw tych jest coraz mniej.

## Rozmnażanie
Rozmnażanie bezpłciowe
Odbywa się przez podział komórki, pączkowanie, albo przez wytwarzanie zarodników bezpłciowych zwanych konidiami. Przez podział rozmnażają się organizmy jednokomórkowe, drożdże najczęściej przez pączkowanie. Polega ono na tym, że w pewnych miejscu komórka uwypukla się, a jej jądro komórkowe dzieli się. Jedno z jąder potomnych przechodzi do części uwypuklonej, po czym powstaje ściana oddzielająca komórkę potomną od komórki macierzystej. Większość gatunków rozmnaża się przez zarodniki konidialne. Powstają one przez oddzielanie się kolejnych komórek na szczytach specjalnych, wzniesionych nad podłoże strzępek, zwanych konidioforami. Jest to tzw. konidiogeneza. Zarodniki konidialne wytwarzają m.in. kropidlaki (Aspergillus) i pędzlaki (Penicillium).
Rozmnażanie płciowe
Najważniejszą cechą odróżniająca workowce od innych grzybów jest wytwarzanie w procesie rozmnażania worków, w których na drodze płciowej wytwarzane są zarodniki workowe – askospory. Gęsto ustawione obok siebie worki tworzą warstwę rodzajną zwaną hymenium. Często poprzegradzane są płonnymi elementami zwanymi wstawkami. U najprościej zorganizowanych form niczym nie okryte worki tworzą się bezpośrednio na powierzchni strzępek. Tak jest np. u Taphrinomycotina. Zazwyczaj jednak strzępki tworzą specjalną strukturę zwaną owocnikiem, który u workowców nosi nazwę askokarpu. Zarodniki tworzą się na jego wewnętrznej powierzchni. Askokarpy mogą być otwarte (tzw. miseczki), częściowo otwarte (z niewielkim otworem) lub całkowicie zamknięte. Wyróżnia się askokarpy typu apotecjum, chasmotecjum, gymnotecjum, klejstotecjum, perytecjum, pseudotecjum. Askokarpy zamknięte po dojrzeniu pękają uwalniając zarodniki. Z askokarpów częściowo otwartych zarodniki wydostają się przez otwór. Zazwyczaj odbywa się to podczas opadów deszczu; śluzowata substancja wypełniająca wnętrze askokarpów pochłaniając wodę pęcznieje wypychając zarodniki na zewnątrz.
Cykl płciowy
Rozmnażanie płciowe następuje gdy zetkną się z sobą zróżnicowane płciowo strzępki (tzw. gametangia) typu (+) i (–). U niektórych gatunków workowców zróżnicowane płciowo strzępki mogą występować na tym samym osobniku. Jest to homotalizm, u innych na różnych osobnikach – jest to heterotalizm. W tym drugim przypadku występuje zazwyczaj również zróżnicowanie morfologiczne i wyróżnia się gametangia męskie – plemnie, i żeńskie – lęgnie. Gametangia przeważnie są wielokomórkowe. Po zetknięciu się gametangiów ich ściany rozpuszczają się i jądra męskie przedostają się do lęgni. U niektórych gatunków bierze w tym udział specjalny wyrostek lęgni zwany włostkiem, który nakłuwa rodnię. Jądra męskie nie od razu jednak łączą się z jądrami żeńskimi, lecz tylko zbliżają się do nich, tworząc pary jąder sprzężonych – są to dikariony. W tym czasie na powierzchni lęgni tworzą się długie rozgałęzione wyrostki, tzw. strzępki workotwórcze tworzące worki (askogamia). Jądra sprzężone wnikają do nich, następnie wielokrotnie dzielą się. Również strzępki workotwórcze dzielą się poprzecznymi ścianami na komórki. Każda z nich zawiera po dwa różnopłciowe jądra. Łączą się one z sobą tworząc zygotę o podwójnej liczbie chromosomów (2n). Ulega ona trzykrotnemu podziałowi. Dwa pierwsze podziały to podział redukcyjny zwany mejozą, trzeci podział to mitoza. W rezultacie powstaje 8 jąder o pojedynczej liczbie chromosomów (n). Otoczone one zostają cytoplazmą i ścianą komórkową i w ten sposób w każdym worku powstaje 8 zarodników płciowych. Standardowo liczba zarodników w worku wynosi osiem, rzadziej jest ich dwa, cztery lub liczba ich stanowi wielokrotność ośmiu. Po dojrzeniu zarodników ściany worków pękają, rozrzucając zarodniki.

## Systematyka
Dawniej klasyfikowano grzyby głównie na podstawie cech morfologicznych. Obecnie, gdy w klasyfikacji uwzględnia się wyniki badań molekularnych i genetycznych, doszło do ogromnych zmian w klasyfikacji grzybów. Jest to proces dynamiczny, wyniki nowych badań ciągle zmieniają istniejącą klasyfikację. Według Index Fungorum, opartego na kolejnych edycjach Dictionary of the Fungi, typ Ascomycota należy do królestwa grzybów (Fungi) i zawiera:
- podtyp Pezizomycotina
  - klasa Arthoniomycetes O.E. Erikss. & Winka 1997
  - klasa Candelariomycetes Voglmayr & Jaklitsch 2018
  - klasa Coniocybomycetes M. Prieto & Wedin 2013
  - klasa Dothideomycetes O.E. Erikss. & Winka 1997
  - klasa Eurotiomycetes O.E. Erikss. & Winka 1997
  - klasa Geoglossomycetes Zheng Wang, C.L. Schoch & Spatafora 2009
  - klasa Laboulbeniomycetes Zheng Wang, C.L. Schoch & Spatafora 2009
  - klasa Lecanoromycetes Engl. 1897
  - klasa Leotiomycetes O.E. Erikss. & Winka 1997
  - klasa Lichinomycetes Reeb, Lutzoni & Cl. Roux 2004
  - klasa Orbiliomycetes O.E. Erikss. & Baral 2003
  - klasa Pezizomycetes O.E. Erikss. & Winka 1997
  - klasa Sareomycetes Beimforde, A.R. Schmidt, Rikkinen & J.K. Mitch. 2020
  - klasa Sordariomycetes O.E. Erikss. & Winka 1997
  - klasa Xylobotryomycetes Voglmayr & Jaklitsch 2018
  - klasa Xylonomycetes Gazis & P. Chaverri 2012
  - klasy incertae sedis:
    - rząd Lahmiales O.E. Erikss. 1986
    - rząd Lauriomycetales Hern.-Restr., R.F. Castañeda & Guarro 2017
    - rząd Thelocarpales Lücking & Lumbsch 2016
    - rząd Triblidiales O.E. Erikss. 1992
    - rząd Vezdaeales Lumbsch & Lücking 2016
    - rząd Wiesneriomycetales J.D.P. Bezerra, R.J.V. Oliveira, Souza-Motta, J.Z. Groenew. & Crous 2016
    - rzędy incertae sedis
- podtyp Saccharomycotina O.E. Erikss. & Winka 1997
  - klasa Saccharomycetes G. Winter 1880
- podtyp Taphrinomycotina O.E. Erikss. & Winka 1997
  - klasa Archaeorhizomycetes Rosling & T.Y. James 2011
  - klasa Neolectomycetes O.E. Erikss. & Winka 1997
  - klasa Novakomycetes Dlauchy, G. Péter & Čadež 2021
  - klasa Pneumocystomycetes O.E. Erikss. & Winka 1997
  - klasa Schizosaccharomycetes O.E. Erikss. & Winka 1997
  - klasa Taphrinomycetes O.E. Erikss. & Winka 1997